# Алагузова, Баян Максатовна
Бая́н Макса́товна Алагу́зова (в первом замужестве — Есента́ева, в девичестве — Мухитде́нова; каз. Баян Мақсатқызы Алагөзова (Мұхитденова); род. 9 января 1974 года, Уральск, Уральская область, Казахская ССР, СССР) —  казахстанский продюсер, телеведущая, киноактриса, певица.
Получила первую известность в 1993 году благодаря главной роли в мелодраме «Махаббат бекеті» (Станция любви), затем продолжительное время работала журналистом и ведущим на телевидении.
С 2006 года занимается продюсированием казахстанских музыкальных групп («КешYOU» и др.) и отдельных исполнителей (Жанар Дугалова, Ерке Есмахан). Сыграла в нескольких фильмах и телесериалах.
Глава компании BM Production

## Семья

### Происхождение
Происходит из рода маскар племени байулы младшего жуза казахов.
- Отец — Максат Зайлагиевич Мухитденов (Байлы) (1947— 6 января 2023) — звукорежиссёр. Происходит из рода маскар племени байулы младшего жуза казахов.
- Мать — Гульжамал Айдаровна Мухитденова — актриса. Происходит из рода тобыкты, входящего в состав рода аргын среднего жуза казахов.
- Старшая сестра — Батес Мухитденова.
  - Племянница от сестры Батес — Аша Матай (род. 22 декабря 1988) — певица, телеведущая, актриса.
- Младшая сестра — Багым Мухитденова (род. 1974), музыкальный продюсер и педагог[5].

### Мужья и дети
Баян Максатовна была замужем два раза, у неё четыре дочери.
Первый брак (с 1994 по 2016) — Бахытбек Есентаев (род. 1967), бизнесмен. В браке с Есентаевым официально носила фамилию Есентаева. Развелись в 2016 году.
3 января 2024 года Алагузова публично признала, что полноценно рожала три раза и перед Айсауле потеряла ребенка.
- Дочь: Айсауле Бахытбек-Кайдарова (род. 22 мая 1996) — бизнесвумен и блогер, крестная дочь телеведущей Мадины Балгабаевой.  С 9 марта 2019 года состоит в браке с Алишером Кайдаровым. 
  - Внучка: Сафия Кайдар (род. 18.01.2022).
  - Внучка: Сатти Кайдар (род. 20.07.2023).
  - Внучка: Салима Кайдар (род. 29.11.2024).

- Дочь: Айару Бахытбек (род. 19 декабря 2003) — в 2025 году окончила Университет штата Калифорния в Лонг-Бич, получив степень бакалавра искусств.

Второй брак (с 7 декабря 2017 — н. в.) — Алагузов Турсенгали Турумович (род. 1969), предприниматель, владелец и председатель совета директоров АО «GALANZ bottlers». В 2024 году приобрёл Шымкентский пивоваренный завод, а в 2025 — ТОО «JFood Kazakhstan».
- Дочь: Алагузова Алиса Турсынгалиевна (род. 4 августа 2024 суррогатной матерью).
- Дочь: Алагузова Алма Турсынгалиевна (род. 19 августа 2024 суррогатной матерью).

## Биография

### Личная жизнь
По рождению была верующей мусульманкой. С 2018 года в публикациях в сети Instagram, вместе со вторым мужем Турсеном Алагузовым появляется с  крестом несторианской церкви Востока в Центральной Азии, по другим данным с тенгрианским равнозначным тюрко-монгольским крестом.
Владеет  казахским  и  русским   языками. Живёт в городе Алматы

### Детство
Баян Мухитденова родилась 9 января 1974 года в городе Уральск Уральской области европейской части Казахстана в интеллигентной казахской семье. По своим словам, она «с детства мечтала стать артисткой», но её мать была против этого и хотела, чтобы она стала учителем. Баян поступила в Педагогический институт, но через три года учёбы в тайне от родителей перевелась на факультет кино.

### Первая известность и карьера в журналистике
Первая известность пришла в 1993 году, когда вышел фильм «Станция любви» (каз. Махаббат бекеті), где Мухитденова сыграла возлюбленную главного героя. После первого успеха последовал длительный период забвения. В 1994 году, в 20-летнем возрасте Баян Мухитденова вышла замуж за Бахытбека Есентаева и взяла его фамилию.
Окончив факультет тележурналистики КазГУ, Алагузова устроилась новостным журналистом и проработала так 7 лет, пока не открыла собственную телевизионную программу «Жёлтый салон» на телеканале «Тан». После закрытия канала «Тан» Алагузова в течение двух лет была ведущей программы «На шпильке» на телеканале НТК.

### Карьера продюсера
В 2006 году Баян Есентаева стала продюсером группы КешYOU. Затем последовали и другие подобные проекты. Будучи лауреатом конкурсов «Жас Канат» и «Азия Дауысы», Баян в 2008 году записала две песни — «Азбука любви» и «Shine». Помимо этого она некоторое время была главным редактором журналов Collection и «Ғашықтар әлемі». В 2010 году компания Баян Есентаевой Shine Production сняла фильм «Коктейль для звезды», где она сыграла одну из ролей. В 2011 году было снято продолжение этого фильма — «Коктейль для звезды 2».
В 2013 году Баян Есентаева сыграла главную роль в фильме «Осторожно, корова!». В 2014 году был запущен проект «Қазақ аруы», появилась группа Lashyn, её подопечная Жанар Дугалова победила в конкурсе Тюрквидение, вышел сериал «Махаббатым жүрегімде», совместно с Эриком Тастамбековым была открыта кофейня Café Central. По итогам 2014 года она заняла 21-е место (30-е место в 2013 году) в списке «50 наиболее влиятельных женщин Казахстана» по версии издания «Vласть».
В конце 2015 года Баян Есентаева объявила о своих намерениях перебазировать свои проекты из Алма-Аты в Астану, где в сентябре 2016 года должен открыться творческий центр Shine Hall с мини-театром, детским творческим центром и звукозаписывающей студией.
В мае 2016 года стало известно, что Баян Есентаева сыграет одну из ролей в фильме режиссёра Аскара Узакбаева «Гламур для дур». Съёмки должны были начаться 26 мая и продлиться месяц, а премьера фильма запланирована на осень.
25 декабря 2017 года вышел телесериал «Баян сулу», продюсером которого стала Баян Алагузова, который снимался в живописном месте Алматинской области — на плато Ассы Енбекшиказахского района и в Алма-Ате. На сайте Qazaquni.kz было опубликовано открытое письмо с требованием снять телесериал «Козы Корпеш — Баян Сулу» с эфира национального телеканала. Зрителям не понравились нестыковки в фильме, а также то, что не проводился кастинг на роль главной героини. Руководство телеканала Qazaqstan было вынуждено дать обещание не повторять сериал в эфире.

### Инцидент с мужем
Я всегда говорила о том, что у меня был замечательный супруг — и это правда. Если не учитывать каких-то нюансов моих личных, то женщина могла бы быть с ним очень счастливой, потому что он отличный семьянин и отец. Я часто говорю это, и это правда. К сожалению, о том, что случилось с нами, узнала вся страна. И конечно, он не думал об этом резонансе. Он хотел сделать больно, прежде всего, своей жене, а не медийной персоне Баян Есентаевой.
10 июня 2016 года Есентаева вместе с мужем Бахытбеком Есентаевым и его племянником на автомобиле выехали из Алма-Аты. Во время поездки муж Есентаевой, находившийся в состоянии алкогольного опьянения, начал избивать свою супругу. По дороге Бахытбек Есентаев высадил племянника, который управлял автомобилем, у одной из АЗС и продолжил избивать Баян, нанёс ей четыре ножевых ранения. Прибывшая на место происшествия дочь Есентаевой сумела остановить отца и доставила её в районную больницу города Талгар с закрытой черепно-мозговой травмой, параорбитальной гематомой, проникающим ножевым ранением брюшной полости со сквозными повреждениями толстого и тонкого кишечников, забрюшинного пространства. По словам адвоката Бахытбека Есентаева, конфликт произошёл на почве ревности, муж намеревался таким образом удержать Есентаеву в семье. За год до инцидента Баян Есентаева охарактеризовала своего мужа как любящего, но очень ревнивого человека, а первые десять лет брака назвала «войной».
После задержания Бахытбека Есентаева судья назначил ему меру пресечения в виде содержания под стражей в течение 2 месяцев (до 10 августа), в его отношении было начато досудебное расследование по статье 106 УК РК — «Умышленное причинение тяжкого вреда здоровью», затем дело Есентаева было переквалифицировано на статью 99, часть 1 УК РК — «Покушение на убийство». Дело передано в специализированный суд по уголовным делам Алматинской области. Процесс проходил в городе Каскелен в закрытом режиме.
В первом интервью после инцидента Баян рассказала, что развелась с Бахытбеком Есентаевым, с которым прожила в браке 22 года. По её словам, она просила об этом достаточно давно, но муж был против и угрожал физической расправой. Также Есентаева озвучила мысль о создании «общественной организации по защите прав женщин, пострадавших от бытового насилия». 2024 году создала благотворительный фонд «Мақсат», который курирует кризисный центр под названием «Мама Клара», названный в честь матери Турсена Алагузова.
Спустя 4 месяца после инцидента Баян Есентаева через своего представителя в суде объявила, что простила своего мужа. Она попросила смягчить ему наказание и не лишать Бахытбека Есентаева свободы. Несмотря на это, 3 ноября 2016 года специализированный межрайонный суд по уголовным делам Алматинской области приговорил мужа Есентаевой к 9 годам колонии строгого режима по статье 99 части 1 УК РК «Покушение на убийство». По двум остальным статьям — «Насильственные действия сексуального характера» и «Изнасилование» Бахытбек Есентаев был оправдан, так как образец спермы, взятый у потерпевшей Есентаевой по результатам молекулярно-генетической экспертизы, принадлежал другому мужчине. Приговор был оглашён за закрытыми дверями, сама Баян Есентаева на процессе не присутствовала. 12 июля 2022 года Капшагайским городским судом, удовлетворено ходатайство Бахытбека Есентаева об условно-досрочном освобождении.

### Второе замужество
22 января 2017 года Баян Есентаева объявила о том, что «приняла предложение руки и сердца» от известного бизнесмена Турсенгали Алагузова (каз. Тұрсынғали Алагөзов). Ранее в казахстанской прессе уже публиковались слухи о любовных отношениях Есентаевой и Алагузова.
7 декабря 2017 года Баян Есентаева и Турсенгали Алагузов зарегистрировали свой брак.

## Финансовое состояние
В 2013—2015 годах Баян Есентаева неизменно входила в пятёрку лучших звёзд шоу-бизнеса и спорта по версии Forbes Kazakhstan. По оценкам экспертов в 2013 году она заработала 480 тыс. долларов США, в 2014 году — 850 тыс. долларов, а в 2015 — 1 млн долларов. Всего её компания Shine Production продюсирует семь музыкальных проектов.

## Общественная позиция
В ходе вторжения России на Украину, поддержала Украину.

## Популярность в Интернете
Баян Есентаева ранее была самой популярной казахстанской знаменитостью в Instagram. В январе 2015 года число её подписчиков в этой сети составляло 440 тыс. пользователей, к сентябрю их количество достигло 985 тыс. пользователей. В начале 2015 года аккаунт Есентаевой был взломан, но затем ей удалось вернуть свою учётную запись. К июлю 2025 года за её публикациями следят 4,7 млн пользователей Instagram (на других площадках она прекратила свою активность).

## Фильмография
| Год  | Название                                      | Роль                |
| ---- | --------------------------------------------- | ------------------- |
| 1991 | Бегущая мишень                                | Красивая девушка    |
| 1993 | Станция любви                                 | Гульназ             |
| 2010 | Астана — любовь моя                           | Лаура               |
| 2010 | Коктейль для звезды                           | Баян                |
| 2011 | Коктейль для звезды 2                         | Баян                |
| 2012 | Ғашық жүрек (сериал)                          | Баян                |
| 2014 | Осторожно, корова!                            | Айгуль              |
| 2014 | «Любовь всегда в моём сердце»                 | Жанна               |
| 2015 | «Любовь всегда в моём сердце 2»               | Жанна               |
| 2015 | Күләш (сериал)                                | Хафиза (в эпизодах) |
| 2017 | Қазақ аруы (сериал)                           | Баян                |
| 2018 | Сиситай                                       | Алиса               |
| 2018 | Станция Судьбы (фильм)(Казахстан)             | Гульназ             |
| 2022 | Донор (фильм)(Казахстан)                      | Раушан Маратовна    |
| 2022 | «Күшік құда:квартиранты» (фильм)(Казахстан)   | Гульнар             |
| 2023 | Аяз аға (фильм-комедия-фантастика)(Казахстан) | Жалмауыз кемпір     |
| 2023 | «Түпсана және жасыл нәски»                    | Эльмира Бақытқызы   |

## Видеография
| Год  | Название     | Режиссёр | Альбом |
| ---- | ------------ | -------- | ------ |
| 2008 | Азбука любви | —        | —      |
| 2008 | Shine        | —        | —      |

## Работа на телевидении
| Год        | Должность | Название           | Телеканал |
| ---------- | --------- | ------------------ | --------- |
| 2001-2004  | ведущая   | Жёлтый салон       | Тан       |
| 2004— 2008 | ведущая   | На шпильке         | НТК       |
| 2010       | ведущая   | каз. Екі жұлдыз    | Казахстан |
| 2011       | ведущая   | каз. Саз әлемі     | Ел арна   |
| 2014       | ведущая   | каз. Жұлдызды дода | Хабар     |
| 2015       | ведущая   | Sky студия         | Astana TV |

## Награды
- 2019 (24 октября) — Премия People Awards «Продюсер года»;[38]
- 2021 (2 декабря) — Юбилейная медаль «30 лет независимости Республики Казахстан»;
- 2022 (17 марта) — Указом президента РК награждёна медалью «Ерен Еңбегі үшін» (За трудовое отличие);[39][40]

## Книги
3 июля 2017 года вышла в продажу книга Баян Есентаевой под названием «Баян. Обо мне и не только». Большая часть денег, вырученных от продажи её книги, уйдёт на создание общества по защите прав женщин.